# Pickaway County
Pickaway County er et county i den amerikanske delstat Ohio.  